# Leptosporomyces
Leptosporomyces es un género de hongos resupinado en la familia Amylocorticiaceae. El género posee una amplia distribución en el hemisferio norte e incluye once especies.

## Especies
- Leptosporomyces adnatus
- Leptosporomyces fuscostratus
- Leptosporomyces galzinii
- Leptosporomyces globosus
- Leptosporomyces juniperinus
- Leptosporomyces luteofibrillosus
- Leptosporomyces montanus
- Leptosporomyces mundus
- Leptosporomyces raunkiaeri
- Leptosporomyces roseus
- Leptosporomyces septentrionalis